# برایان آدامز
برایان گای آدامز (انگلیسی: Bryan Guy Adams؛ زادهٔ ۵ نوامبر ۱۹۵۹) خواننده و ترانه‌سرای بریتانیایی-کانادایی است. تخمین زده می‌شود که او بین ۷۵ تا بیش از ۱۰۰ میلیون نسخه از آلبوم‌ها و تک‌آهنگ‌هایش را در سراسر جهان فروخته باشد، که این امر او را در فهرست پرفروش‌ترین هنرمندان موسیقی قرار داده است. آدامز در دهه ۲۰۱۰ پرپخش‌ترین هنرمند در رادیوهای کانادا بود.
آدامز اولین آلبوم خود را در ۲۰ سالگی منتشر کرد که به نام خودش بود. او با آلبوم برش‌هایی مثل چاقو در سال ۱۹۸۳ که در میان ۱۰ آلبوم برتر آمریکای شمالی قرار گرفت، شناخته شد. آلبوم بی‌پروا در سال ۱۹۸۴، که در کانادا و آمریکا شماره یک شد، اولین آلبوم یک هنرمند کانادایی بود که در کانادا گواهی‌نامه الماس دریافت کرد و با شش تک‌آهنگ موفق، از جمله «تابستان ۶۹» و بالاد «بهشت» او را به شهرت جهانی رساند.
در سال ۱۹۹۱، آدامز تک‌آهنگ «(هرچه می‌کنم) به‌خاطر تو می‌کنم» را منتشر کرد که در حداقل ۱۹ کشور شماره یک شد، از جمله ۱۶ هفته متوالی در بریتانیا. این آهنگ با فروش بیش از ۱۵ میلیون نسخه در سراسر جهان، یکی از پرفروش‌ترین تک‌آهنگ‌های تاریخ است. این آهنگ در آلبوم بیدار کردن همسایه‌ها (۱۹۹۱) قرار داشت که با فروش ۱۶ میلیون نسخه در جهان، در کانادا گواهی‌نامه فروش الماس گرفت. از سال ۱۹۹۳، موفقیت‌های آدامز بیشتر در قالب بالادها بود.
آدامز در رتبه ۴۸ فهرست برترین هنرمندان تمام دوران در بیلبورد هات ۱۰۰ قرار دارد. او ۲۰ جایزه جونو و یک جایزه گرمی برای بهترین ترانه نوشته‌شده برای رسانه‌های بصری دریافت کرده و ۱۶ نامزدی گرمی داشته است. همچنین برای ترانه‌سرایی برای فیلم‌ها، پنج بار نامزد جوایز گلدن گلوب و سه بار نامزد جوایز اسکار شده است. آدامز در پیاده‌روی مشاهیر هالیوود، پیاده‌روی مشاهیر کانادا، تالار مشاهیر پخش کانادا، تالار مشاهیر موسیقی کانادا و تالار مشاهیر ترانه‌سرایان کانادا جای گرفته است.

## آلبوم‌شناسی
- ۱۹۸۰ - برایان آدامز
- ۱۹۸۱ - تو می‌خوای و می‌گیری
- ۱۹۸۳ - برش‌هایی مثل چاقو
- ۱۹۸۴ - بی‌پروا
- ۱۹۸۷ - در آتش
- ۱۹۹۱ - بیدار کردن همسایه‌ها
- ۱۹۹۶–۱۸ ساله تا آخر عمر
- ۱۹۹۸ - در روزی مثل امروز
- ۲۰۰۴ - سرویس اتاق
- ۲۰۰۸–۱۱
- ۲۰۱۴ - آهنگ‌های سال‌های من
- ۲۰۱۵ - بلند شو
- ۲۰۱۹ - درخشش یک نور
- ۲۰۲۰ - خیلی خوشحالم که احساس درد می‌کنم
- ۲۰۲۵ - Roll with the Punches